# At Seventeen
At Seventeen è un singolo della cantautrice statunitense Janis Ian, pubblicato nel 1975 ed estratto dal suo settimo album in studio Between the Lines.

## Tracce
- 7" (versione 1)

1. At Seventeen – 3:56

- 7" (versione 2)

1. At Seventeen – 3:56
2. Stars – 4:41

- 7" (versione 3)

1. At Seventeen – 4:41
2. Applause – 4:00

## Premi
- Grammy Award
  - 1976: "miglior interpretazione vocale femminile pop"

## Classifiche
| Classifica (1975) | Posizione raggiunta |
| ----------------- | ------------------- |
| Stati Uniti       | 3                   |

## Cover
- Anita Kerr (1975)
- Claude François (1975), in francese
- Tara MacLean (1999), per la colonna sonora del film Killing Mrs. Tingle
- at17 (2002)
- Gwyneth Herbert (2004), per l'album Bittersweet and Blue
- D.H.T. con Edmée Daenen (2005), per l'album Listen to Your Heart
- Sitti Navarro (2006), per l'album Café Bossa
- Céline Dion (2008, in televisione e 2013, in studio), per l'album Loved Me Back to Life
- Jann Arden (2007), per l'album Uncover Me
- Regine Velasquez (2008), per l'album Low Key
- Nel musical I Dreamed a Dream (2012), basato sulla vita di Susan Boyle
- Alessia Cara (2015), nell'EP Four Pink Walls con il titolo Seventeen
- Rachael Yamagata (2016), nell'album Tightrope Walker